# 콜롬비아의 경제
콜롬비아의 경제는 국내총생산으로 측정했을 때 라틴 아메리카에서 네 번째로 크다. 콜롬비아는 지난 10년 동안 역사적인 경제 호황을 경험했다. 20세기 내내 콜롬비아는 연쇄 PPP에서 실질 GDP로 측정했을 때 라틴 아메리카에서 4위와 3위의 경제대국이었다. 2012년부터 2014년까지 명목 GDP로 라틴 아메리카에서 3번째로 큰 경제가 되었다. 2018년 현재 1인당 GDP(PPP)는 14,000달러 이상으로 증가했고, 연쇄 PPP의 실질 GDP는 1990년 2,500억 달러에서 거의 8,000억 달러로 증가했다. 빈곤 수준은 1990년에 65%까지 높았으나 2014년에는 30% 이하로, 2018년에는 27%로 감소했다. 그들은 1990년 이후 매년 평균 1.35%씩 감소해왔다.
석유는 콜롬비아의 주요 수출품이며, 콜롬비아 수출의 45% 이상을 차지한다. 제조업은 콜롬비아 수출의 12%를 차지하고 있으며, 매년 10% 이상의 성장률을 보이고 있다. 콜롬비아는 세계에서 정보기술 산업이 가장 빠르게 성장하고 있으며, 중남미에서 가장 긴 광섬유 네트워크를 보유하고 있다. 콜롬비아는 또한 아시아를 제외한 세계에서 가장 큰 조선 산업 중 하나이다.
조선, 전자, 자동차, 관광, 건설, 광업과 같은 현대 산업들은 2000년대와 2010년대에 극적으로 성장했다. 그러나 콜롬비아의 수출 대부분은 여전히 상품 기반이다. 콜롬비아는 멕시코에 이어 라틴 아메리카에서 두 번째로 큰 가전제품 생산국이다. 콜롬비아는 2014년 서방 세계에서 가장 빠르게 성장하는 경제대국이었다.
2010년대 초부터 콜롬비아 정부는 경제를 다각화하고 콜롬비아의 이미지를 완전히 바꾸기 위해 현대 콜롬비아 대중문화(비디오 게임, 음악, 영화, 텔레비전 쇼, 패션, 화장품, 음식 등)를 세계에 수출하는 데 관심을 보여 왔다. 이것은 한류와 비슷한 전국적인 캠페인에 영감을 주었다. 콜롬비아는 문화 수출에서 멕시코에 뒤처져 있을 뿐이고, 이미 화장품과 미용 수출에서도 지역 선두주자이다.
콜롬비아의 관광객 수는 매년 12% 이상 증가하고 있다. 콜롬비아는 2023년까지 1,500만 명 이상의 관광객이 방문할 것으로 예상된다.

## 노동권
2020년 6월 8일, 새로 구성된 고용대표부(Misión de Empleo)가 의회에 제안하고자 하는 노동개혁을 논의하기 위해 처음으로 만났다. 이러한 개혁들 중 일부는 수년 동안 바랐고, 다른 것들은 코로나19 범유행 기간 동안 더 삭막한 시야에 들어왔다.

## 농업

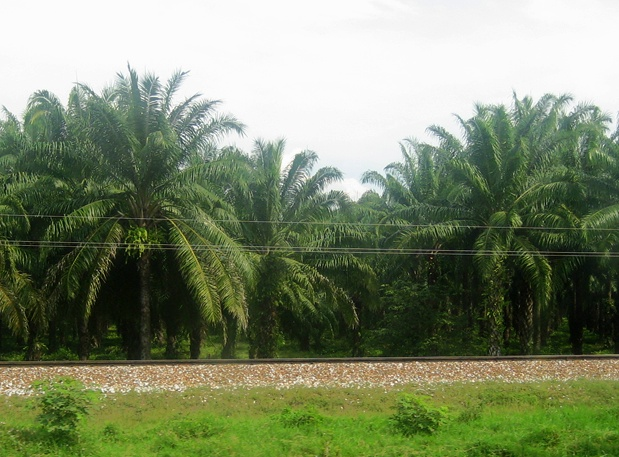
콜롬비아 마그달레나강에 있는 팜 플랜테이션은 세계 5대 팜유 생산국 중 하나이다.

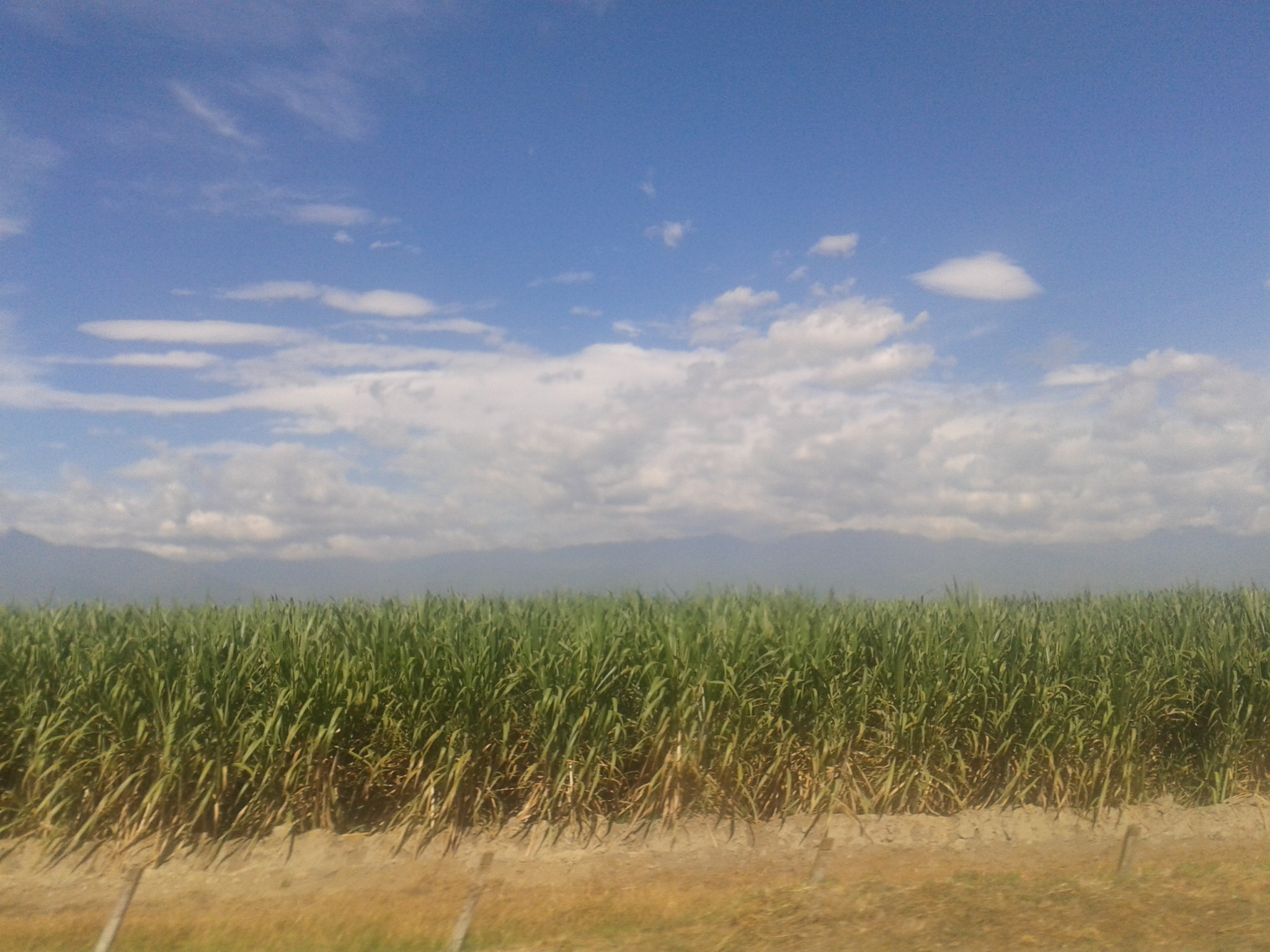
콜롬비아 발레 델 카우카의 사탕수수는 세계 10대 사탕수수 생산국 중 하나다.

콜롬비아는 커피, 아보카도, 팜유의 세계 5대 생산국 중 하나이며 사탕수수, 바나나, 파인애플, 코코아의 세계 10대 생산국 중 하나이다.
콜롬비아는 2018년 사탕수수 3620만 톤(세계 7위), 팜오일 580만 톤(세계 5위), 바나나 370만 톤(세계 11위), 커피 72만 톤(세계 4위)을 생산했다. 이웃 나라 브라질이 세계 최대 커피 생산국(동년 350만 톤 생산)이지만 수십 년 동안 콜롬비아가 진행한 광고는 콜롬비아 커피가 품질이 우수해 자국 제품에 더 큰 부가가치를 창출한다는 것을 시사한다.
농업이 GDP에서 차지하는 비율은 1945년 이후 산업과 서비스가 확대되면서 지속적으로 감소했다. 그러나 콜롬비아의 GDP 중 농업 비중은 1990년대 들어 세계 여러 나라보다 비슷한 수준으로 감소하였다. 농업은 2006년 콜롬비아 전체 일자리의 5분의 1을 차지할 정도로 여전히 고용의 중요한 원천이다.
안데스 5개국 공동체에서 가장 산업적으로 다양한 구성원으로 콜롬비아는 4개의 주요 산업 중심지(보고타, 메데인, 칼리, 바라키야)를 가지고 있다. 콜롬비아의 산업으로는 섬유, 의류, 특히 란제리, 가죽 제품, 가공 식품 및 음료, 종이 및 종이 제품, 화학 및 석유 화학, 시멘트, 건설, 철 및 철강 제품, 금속 가공이 있다. 기후와 지형이 다양하여 다양한 작물을 재배할 수 있다. 또한 더운 나라의 열대성 활엽수부터 추운 지역의 소나무와 유칼립투스까지 모든 지역에서 임산물 생산량이 발생하고 있다.
카카오 콩, 사탕수수, 코코넛, 바나나, 플랜테인, 쌀, 면화, 담배, 카사바, 그리고 대부분의 국내 육우들은 해수면부터 해발 1,000미터까지의 뜨거운 지역에서 생산된다. 1,000~2,000m 사이의 온대 지역은 커피, 절화, 옥수수 및 기타 채소, 감귤류, 배, 파인애플, 토마토 등의 과일에 더 적합하다. 해발 2,000~3,000m의 서늘한 고도에서 밀, 보리, 감자, 한랭 기후 채소, 꽃, 젖소, 가금류가 생산된다.

## 가축

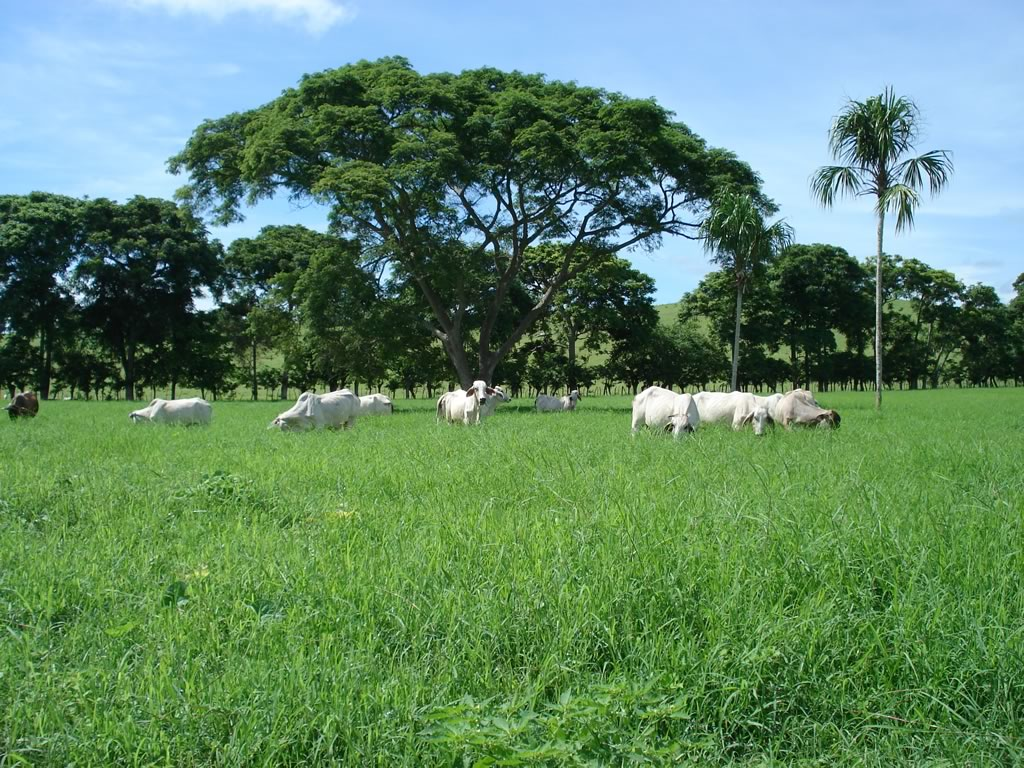
코르도바주의 가축이지 콜롬비아는 세계 20대 소고기 생산국 중 하나이다.

소고기와 닭고기 생산에서 콜롬비아는 세계 20대 생산국 중 하나이다.
콜롬비아에서는 소의 착취와 번식이 소규모 농장이나 대규모 농장에서 이루어진다. 카사나레뇨, 로모시누아노, 치노산데레아노, 하톤델발레 등이 콜롬비아에서 가장 많이 생산되는 품종이다.
2013년 콜롬비아에서는 가축이 전체 생산지의 80%를 차지했다. 축산업 분야는 카리브해 지역과 같은 지역에서 가장 눈에 띄는 분야 중 하나로 7개 부서가 가축을 주요 직업으로 두고 있다. 또한 콜롬비아에서 가장 많은 소가 있는 안티오키아주에서는 해당 부처가 그해 콜롬비아 소의 11%를 차지했으며, 2012년 가축 재고 조사에 따르면 안티오케뇨는 약 2,268,000마리의 소를 보유하고 있었다.
2013년 콜롬비아의 소 떼는 2,010만 마리에 달했고, 그 중 12.5%인 250만 마리는 젖소의 젖을 짜는 것이었다. 게다가, 이 나라의 총 우유 생산량은 1,310만 리터였다.
반면 돼지고기 수입 증가와 투입물가 상승, 국가경제 둔화 등으로 2015년 콜롬비아에서 돼지고기 사육 위기가 발생했다.

## 산업
세계은행은 매년 총 생산가치에 근거하여 주요 생산국들의 목록을 작성한다. 2019년 순위에 따르면 콜롬비아는 멕시코, 브라질, 베네수엘라, 아르헨티나에 이어 세계 46위(354억 달러)의 가치 있는 산업을 보유하고 있지만 페루, 칠레보다 앞선다.

### 제조업

#### 가정용품
콜롬비아는 1930년대부터 가전제품을 생산해왔지만 콜롬비아 기업들이 주변국에 수출하기 시작한 것은 1990년대 후반이 되어서였다. 콜롬비아에서 가장 큰 가전제품 생산업체 중 하나인 HACEB는 1940년부터 냉장을 생산해오고 있다. 국내 기업으로는 챌린저, 칼리, HACEB, 이무사, 랜더스 등이 있다. 2011년, 그룹 SEB는 중남미 시장 진출을 위해 이무사를 인수했다. 콜롬비아는 월풀과 GE와 같은 외국 기업들도 제조한다. LG는 콜롬비아 공장 건설에도 관심을 갖고 있다. 콜롬비아는 멕시코, 브라질에 이어 중남미 3위의 가전제품 생산국으로 급성장하고 있다.

#### 건설
건설은 최근 경제에 중요한 역할을 하고 있으며 매년 20% 가까이 빠르게 성장하고 있다. 그 결과, 콜롬비아는 역사적인 건축 붐을 맞고 있다. 콜롬비아 정부는 "4세대 네트워크"라고 불리는 계획을 통해 교통 인프라에 많은 투자를 하고 있다. 콜롬비아 정부의 목표는 2016~2020년 동안 7,000km의 도로를 건설하고 이동 시간을 30% 단축하고 운송 비용을 20% 절감하는 것이다. 유료 도로 양여 프로그램은 40개의 프로젝트로 구성되며, 철도 시스템, 마그달레나강 항행 가능, 항만 시설 개선, 보고타 공항 확장 등 교통 기반 시설에 약 500억 달러를 투자하려는 더 큰 전략적 목표의 일부이다. 장기적 계획에는 국가 고속 철도망을 건설하여 경쟁력을 크게 향상시키는 것이 포함된다.

## 제3차 산업
서비스 부문은 2007년 GDP의 58%를 차지하며 콜롬비아의 GDP를 지배하고 있으며, 세계적인 추세를 감안할 때 콜롬비아의 지배력은 계속될 것으로 보인다. 이 부문은 공식 부문과 비공식 부문 모두에서 고용이 가장 많은 부문(61%)으로 이질성이 특징이다.

### 예술 및 음악
2010년대 초부터 콜롬비아 정부는 경제를 다각화하고 콜롬비아의 이미지를 바꾸기 위한 방안으로 현대 콜롬비아 대중문화(비디오 게임, 음악, 영화, TV 쇼, 패션, 화장품, 음식 등)를 세계에 수출하는 데 관심을 보여 왔다. 히스패닉 세계에서 콜롬비아는 연간 7억 5천만 달러의 문화 수출에서 멕시코에 뒤처져 있을 뿐이며, 이미 화장품과 미용 수출에서도 지역 선두주자이다.

### 교통 및 통신
안데스산맥의 3개의 코딜라가 남쪽에서 북쪽으로 뻗어 있고 아마소나스주와 다리엔주에 정글이 있는 콜롬비아의 지리는 국제 도로망 발전에 큰 장애물이다. 따라서, 국가의 교통 인프라의 기본 특성은 놀랍지 않다. 1991년 헌법의 정신에 따라 1993년 공공사업교통부가 개편되어 교통부로 개칭되었다. 2000년에 신설된 부처는 이 분야에서의 기획자 및 규제자로서 역할을 강화했다.